# 羅克堡泉 (加利福尼亞州)
羅克堡泉（英語：Castle Rock Springs）是位於美國加利福尼亞州萊克縣的一個非建制地區。該地的面積和人口皆未知。

## 地理
羅克堡泉的座標為38°46′13″N 122°43′00″W / 38.77028°N 122.71667°W，而該地的平均海拔高度為716米（即2349英尺）。